# Palazzo Venezia (Neapel)

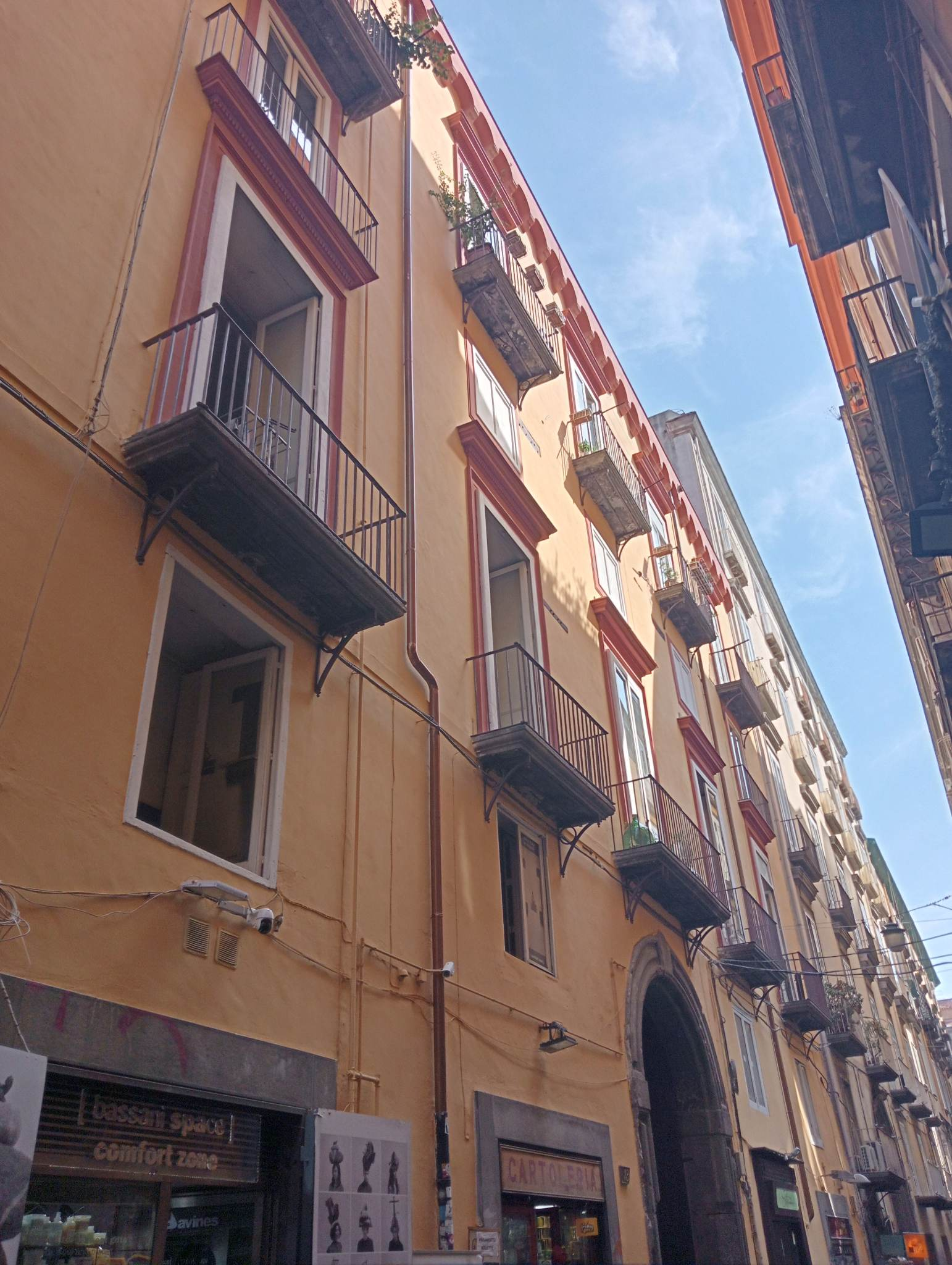
Palazzo Venezia in Neapel: Fassade

Der Palazzo Venezia (oder auch Palazzo Capone San Marco) ist ein Palast aus dem 15. Jahrhundert im Viertel San Giuseppe von Neapel in der italienischen Region Kampanien. Er liegt in der Via Benedetto Croce, 19. Der Palast gibt Zeugnis ab von den über vierhundertjährigen politischen und wirtschaftlichen Beziehungen, die zwischen der Republik Venedig und dem Königreich Neapel bestanden.

## Geschichte
Der Palast war ursprünglich im Besitz der Familie Sanseverino aus Matera und wurde um 1412 von König Ladislaus von Neapel  der Republik Venedig geschenkt, damit diese ihn als Wohnstatt für ihren Botschafter und Generalkonsul in Neapel nutzen konnte.
In der Überlassungsurkunde an den Dogen Michele Steno ist die Lage des Grundstücks beschrieben, das beim Wohnhaus eines gewissen Giovanni Brancaccio (genannt „Guallarella“), in der Nähe des Gartens der Kirche San Domenico Maggiore im zentralen Bereich der Straße Spaccanapoli, heute Via Benedetto Croce, lag. Anhand der Beschreibung kann man davon ausgehen, dass der Palast sich  vom Kloster San Domenico Maggiore bis zu dem Grundstück des 1512  errichteten Palazzo Filomarino ausdehnte.
Der Palast erlebte seine größte Bedeutung zwischen dem 15. und dem 16. Jahrhundert. 1443 bekräftigte Alfons V. von Aragón die Überlassung des Gebäudes an die Republik Venedig, nachdem der Palast im Zuge des Nachfolgestreits zwischen René I. von Anjou und Alfons V. um den Thron von Neapel von den Gesandten aufgegeben und der Bau von Amerigo Sanseverino, Graf von Capaccio, in Besitz genommen worden war. Mitte des 16. Jahrhunderts verfiel der Palast und ein gewisser ‚‚Giuseppe Zono‘‘ kümmerte sich 1610 per Dekret des Senats der Serenissima um sein Restaurierung de.  ‚‚Zono‘‘ ließ auch eine Steintafel in lateinischer Sprache anbringen, die an die Restaurierung erinnert.

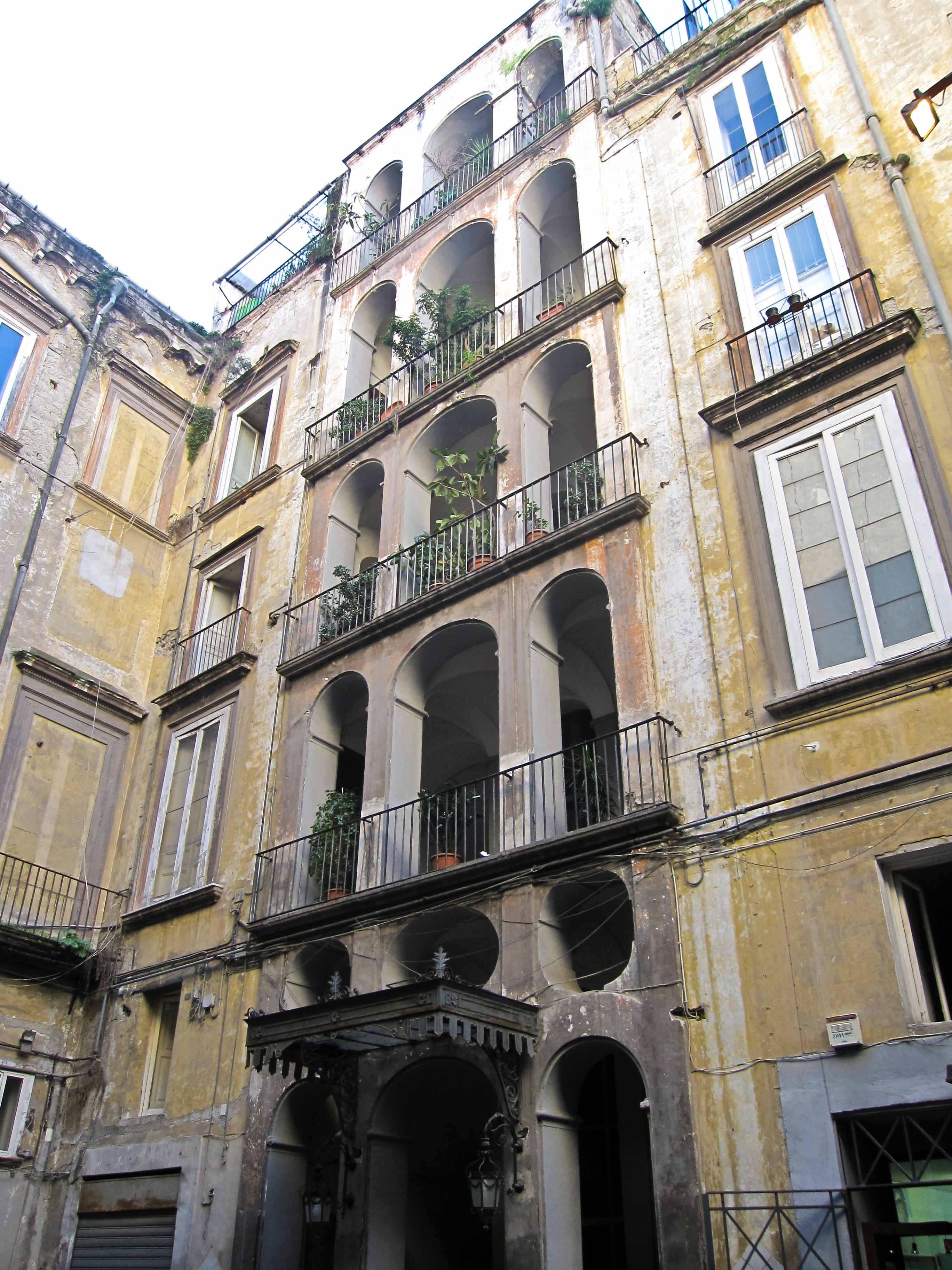
Ansicht der Monumentaltreppe aus dem 17. Jahrhundert

1646 wurde der Palast erneut restauriert. Diesmal im Auftrag von Pietro Dolce, wie eine zweite Steintafel im Innenhof bezeugt, und zwar von Cosimo Fanzago und Bartolomeo Picchiatti. In dieser Bauphase  vermutlich auch die Monumentaltreppe errichtet, die Anfang des 18. Jahrhunderts erweitert wurde. Während der Pestepidemie von 1656 wurde der Palast von den venezianischen Botschaftern aufgegeben und diente als Leichenhalle. Nach dem bei dem starken Erdbeben am 5. Juni 1688 erlitten Schäden, wurde der Palast von Antonio Maria Vincenti vollständig umgebaut.
Eine weitere Steintafel erinnert an einen späteren Umbau, der Cesare Vignola geschuldet ist. Aus einer weiteren Inschrift geht hervor, dass Vignola von der Markusrepublik mit der Neuanlage der hängenden Gärten betraut wurde. 1756 wurde ein Flügel des Gebäudes, in dem sich die Gärten befanden, an den Herzog Filomarino di Roccella, den Eigentümer des benachbarten Palazzo Filomarino, abgegeben. Mit der Auflösung der Republik Venedig 1797 verlor der Palast seine Funktion als Sitz der venezianischen Gesandtschaft.
1816 kaufte ihn der Jurist Gaspare Capone für 10.350 Dukaten. Letzterer ließ das Gebäude dem damaligen künstlerischen Geschmack anpassen, woran eine weitere Gedenktafel erinnert. Aus dieser Zeit stammen die Neuanlage der Gärten und der Bau eines pompeianischen Hauses im Piano nobile, während auf das Eingangsgewölbe nach dem Portal das Wappen der Markgrafschaft Capone gemalt wurde. Später heiratete Clotilde Capone den Herzog Leonardo Tixon di Vidaurres, der in seiner Militärkarriere in den Jahren 1897–1899 auch in Massaua (Rotes Meer) stationiert war. Der Palazzo Venezia gehört heute noch der Familie Tixon.

## Beschreibung

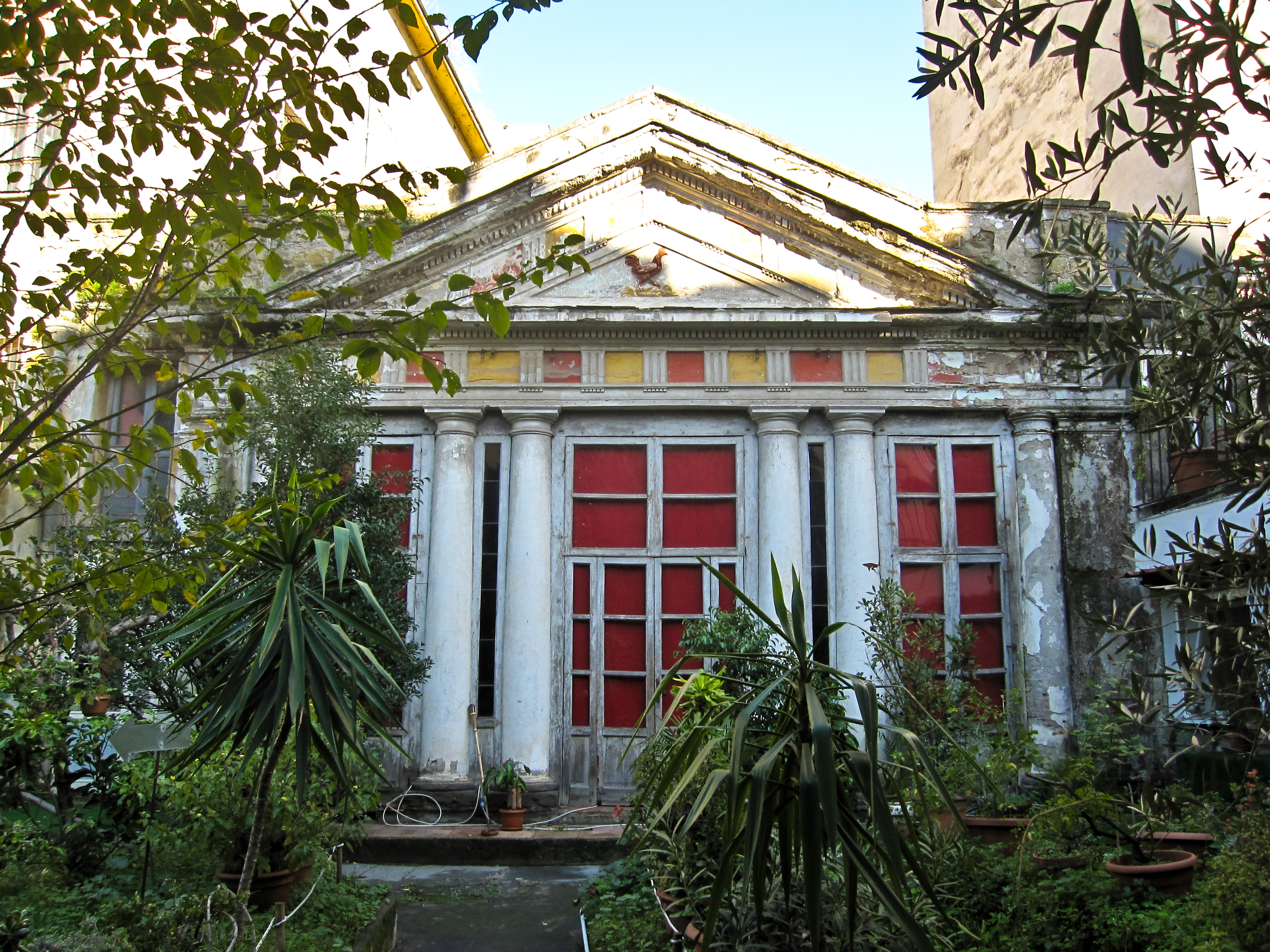
Das pompeianische Haus

Den Eingang in den Palast vermittelt ein Portal aus Piperno in einfachem Stil, gefolgt von einem Atrium mit Korbbogengewölbe, auf dem das Wappen der Familie Capone gemalt ist.
Im Innenhof kann man eine auf drei Fassaden verteilte Anordnung sehen: Die mittlere zeigt ein gegenüber den beiden seitlichen abgesenktes Profil und stellt den Eingang, vermutlich zu den früheren Stallungen, dar. Die Monumentaltreppe dagegen entfaltet sich in ihrer gesamten Höhe auf der linken Seite des Hofes und bildet eine der typischen architektonischen Anlagen, die die Treppen der Gebäude in der Stadt kennzeichnen; man sieht  also die Kreuzung von drei Rampen zum Innenhof hin durch die Öffnung von drei Rundbögen, von denen die mittleren etwas breiter sind als die äußeren, die dem Lauf der Treppe folgen. Entlang der Wände des Hofes und der Monumentaltreppe gibt es auch diverse Plaketten, die an die Geschichten erinnern, die mit den Umbauten und den Eigentümerwechseln des Palastes verbunden sind.
Die Freskendekorationen der Innenräume sind fast alle verlorengegangen, aber von besonderem Interesse sind die hängenden Gärten mit dem pompeianischen Haus im ersten Obergeschoss, ein Bau, der in der Zeit des Klassizismus eingefügt wurde, gekennzeichnet durch eine Fassade, die in drei Joche, getrennt durch dorische Säulenpaare und mit einem breiten Tympanon darüber, unterteilt ist. Ihr gegenüber liegt in den davor liegenden Gärten eine kleine Kapelle namens „Grotta della Madonnina“, während hinter dem Haus weitere Blumenbeete angelegt wurden.

## Kulturelle Aktivitäten
Ein Teil des Gebäudes im ersten Obergeschoss ist heute kostenlos als historische Wohnung zu besichtigen und dient auch als Raum für dauernde und zeitweise Ausstellungen angewandter Kunst (Krippen, Porzellan usw.); dort ist auch dauernd eine Sammlung klassischer Musik untergebracht, die zur Verbreitung des musikalischen Erbes und zur Aufrechterhaltung der im Gebäude selbst durchgeführten Aktivitäten in Eigenfinanzierung konzipiert ist. Der neapolitanische Unternehmer ‚‚Gennaro Buccino‘‘ hat die Säle des Palastes anlässlich des „Maggio dei monumenti 2009“ (dt.: Mai der Denkmäler 2009) wieder der Öffentlichkeit zugänglich gemacht und hat sie danach für die Organisation von Serenaden, musikalischen Veranstaltungen und Ausstellung angepasst, um die Kultur, die Tradition und den Auftritt neuer Künstler im neapolitanischen Raum durch Ausstellung ihrer Werke im Palast zu fördern.